# Ten Klaverstykker
Ten Klaverstykker (Duits: Studien und Skizzen für Klavier) is een verzameling werkjes van Christian Sinding. De verzameling werd oorspronkelijk uitgegeven door de Deense tak van Wilhelm Hansen Edition, als snel gevolgd door een Duitse print. De stukjes verdwenen in de vergetelheid.
De tien stukjes (in Duits):
1. Entschluss (allegro con brio) (C majeur)
2. Impromptu (non troppo allegro) (Bes majeur)
3. Skizze (con fuoco) (E majeur)
4. Gefllüster (vivace) (g mineur)
5. Studie (allegro passionato) (As majeur
6. Erinnerung (allegretto) (E majeur
7. Caprice (allegro energico} (Es majeur}
8. Etude (allegro) (Es majeur)
9. Beim Becher (allegretto) (Fis majeur)
10. Humoreske (allegretto giocoso) (Ges majeur